# Lance Stroll
Lance Stroll, né le 29 octobre 1998 à Montréal, est un pilote automobile belgo-canadien. Vainqueur du championnat d'Europe de Formule 3 en 2016, il fait ses débuts en Formule 1 l'année suivante chez Williams F1 Team.
À 18 ans, 4 mois et 26 jours, il devient le second plus jeune pilote à prendre le départ d'un Grand prix après Max Verstappen et obtient son premier podium lors du Grand Prix d'Azerbaïdjan 2017, grâce à une troisième place. Il est le plus jeune pilote de Formule 1 à partir en première ligne, à 18 ans, 10 mois et 5 jours au Grand Prix d'Italie 2017. Après le rachat par son père Lawrence Stroll de l'écurie Force India courant 2018, il rejoint cette dernière devenue Racing Point F1 Team comme pilote titulaire pour les championnats 2019 et 2020, saison où il obtient deux nouveaux podiums. En 2021, l'écurie de son père devient Aston Martin F1 Team et il fait équipe avec Sebastian Vettel. À partir de 2023, son coéquipier est Fernando Alonso.

## Biographie

### Débuts en sport automobile
Lance Stroll est le petit-fils du patriarche Leo Stroll (né Strulovitch), fils du milliardaire canadien Lawrence Stroll, propriétaire du circuit Mont-Tremblant, et de l'entrepreneuse belge Claire-Anne Callens. Binational, il remporte de nombreux titres en karting jusqu'en 2013. Il est intégré à la Ferrari Driver Academy à l'âge de neuf ans.
Il passe à la monoplace en 2014 en rejoignant le championnat d'Italie de Formule 4. Dès sa première saison, à quinze ans, il est sacré champion après avoir dominé ses rivaux grâce à ses dix victoires en dix-sept courses.
L'année suivante, il participe au championnat d’Europe de Formule 3  avec Prema Powerteam, , une équipe dont son père est actionnaire. Avant que le championnat ne débute, il remporte pendant l'hiver le Toyota Racing Series et le Grand Prix de Nouvelle-Zélande. En dépit de ses performances, il est impliqué dans de multiples accidents, et se voit sanctionner par le bannissement d'une course,,. Il remporte une première victoire en fin de saison sur le Hockenheimring et termine cinquième du championnat,,.
En 2016, Lance Stroll est confirmé chez Prema Powerteam avec pour objectif avoué le titre en Formule 3 européenne. Après plusieurs années dans l’école de pilotage Ferrari, il intègre le programme « jeunes pilotes et pilotes de développement » de Williams F1 Team,. Il participe à sa première course d'endurance avec les 24 Heures de Daytona, où il termine cinquième, aux côtés de Brendon Hartley, Alexander Wurz et Andy Priaulx. Stroll gagne largement le championnat de Formule 3 européenne avec quatorze victoires en trente courses, presque 200 points d'avance sur son proche poursuivant; il succède à Esteban Ocon, unique champion d'Europe de Formule 3 passé en Formule 1,.

### 2017-2018: débuts en Formule 1 avec Williams

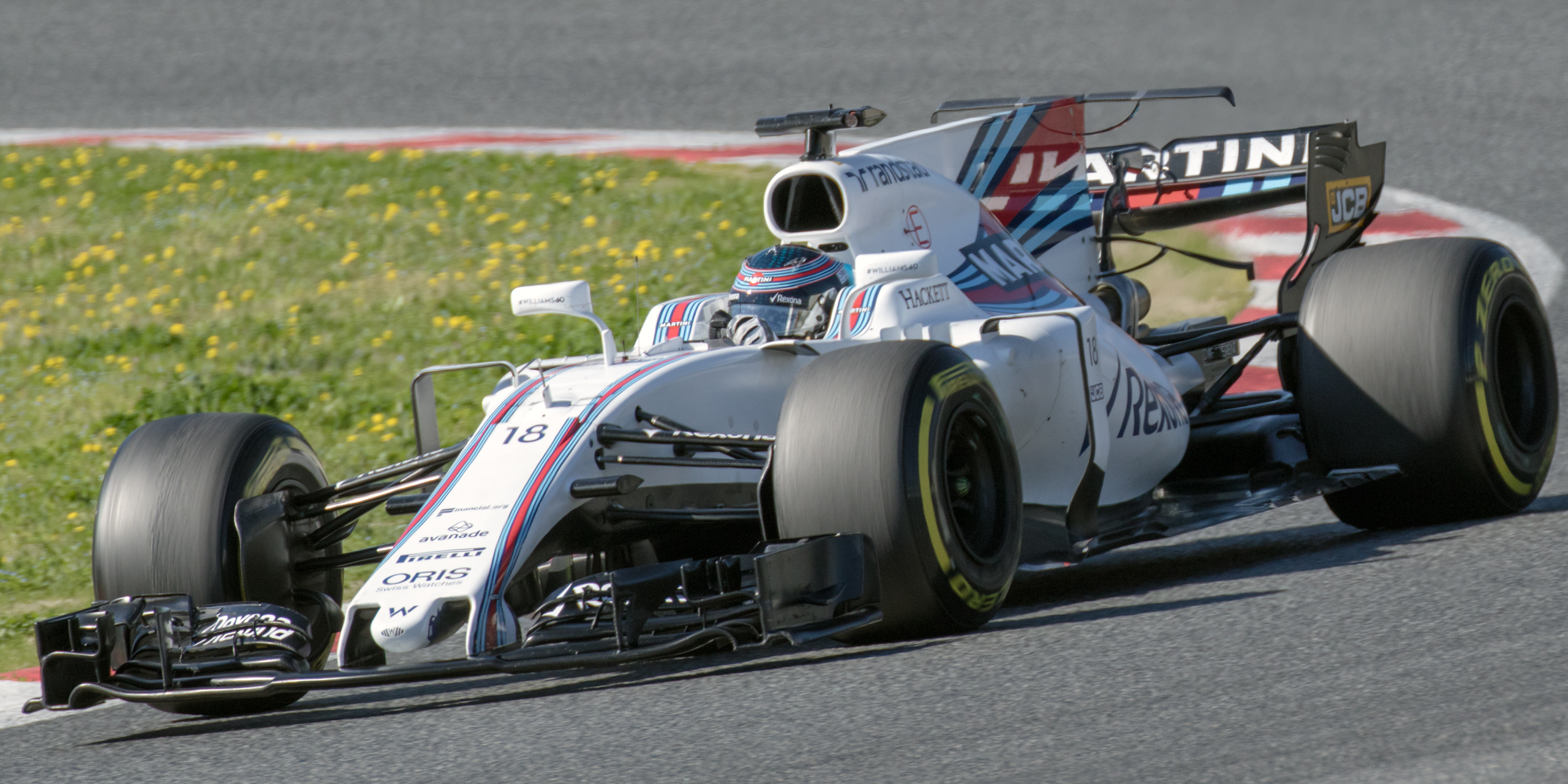
Lance Stroll durant les tests à Barcelone en février 2017.

Lance Stroll est titularisé chez Williams F1 Team aux côtés de Felipe Massa pour la saison 2017. Son père a payé 80 millions de dollars à Williams F1 Team pour que Lance Stroll rentre en priorité.
À Melbourne, lors du Grand Prix inaugural, Stroll tape un mur le vendredi puis casse sa boîte de vitesses. En course, il abandonne en fin d'épreuve à la suite d'un problème de freins. Au Grand Prix de Chine, il atteint la phase finale des qualifications et se classe dixième sur la grille de départ, puis abandonne dès le premier tour de course à la suite d'un contact avec Sergio Pérez. Une semaine plus tard, à Bahreïn, il est percuté par Carlos Sainz Jr. ce qui entraîne l’abandon des deux pilotes. Lors du Grand Prix de Russie, il termine pour la première fois de la saison sa course et arrive douzième. Il se classe dix-huitième en Espagne puis est rapidement éliminé sur un problème de freins à Monaco.
Pour le Grand Prix du Canada, qualifié en fond de grille, Stroll marque ses premiers points en terminant neuvième. En Azerbaïdjan, il se qualifie à la huitième place sur la grille. Au terme d'une course agrémentée d'incidents et de rebondissements, il obtient le premier podium de sa carrière derrière Daniel Ricciardo et Valtteri Bottas qui le double dans la dernière ligne droite du dernier tour. Stroll est sacré «pilote du jour». Lors du Grand Prix d'Autriche, il marque un nouveau point en terminant dixième alors qu'il débute la course en fond de grille, à la dix-huitième place. Il s'ensuit trois courses où il finit hors des points avec une seizième place en Grande-Bretagne, une quatorzième place en Hongrie et une arrivée à la porte des points au Grand Prix de Belgique.

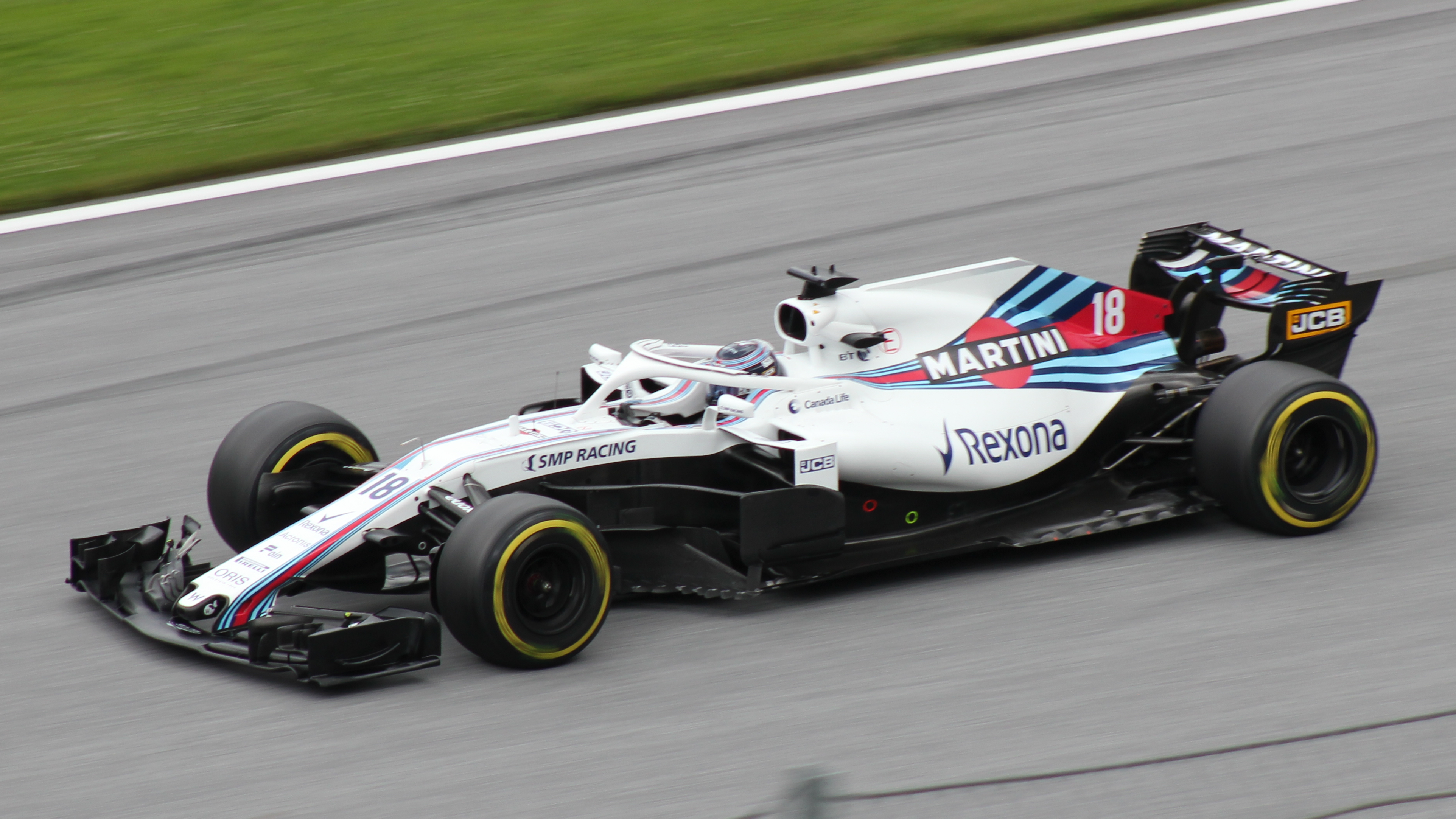
Lance Stroll, durant le Grand Prix d'Autriche 2018, avec la Williams FW41.

À l'occasion du Grand Prix d'Italie, Lance Stroll, auteur du quatrième temps lors d'une séance de qualifications disputée sous la pluie, profite des pénalisations infligées à Daniel Ricciardo et Max Verstappen pour s'élancer, pour la première fois de sa carrière, en première ligne. Il devient le plus jeune pilote de Formule 1 à se qualifier sur la première ligne de la grille de départ d'un Grand Prix en battant de 23 jours le précédent record qui appartenait à Max Verstappen,. Le lendemain, il franchit la ligne d'arrivée septième. Pour sa première saison dans la discipline, il se classe douzième du championnat avec 40 points. 
L'année suivante, Lance Stroll connait une saison difficile due à une monoplace peu compétitive. Ainsi, il ne marque des points qu'à deux reprises, la première à Bakou où il termine huitième puis une neuvième place au grand prix d'Italie,. Il se classe dix-huitième du championnat avec 6 points.

### 2019-2020: première pole position chez Racing Point F1

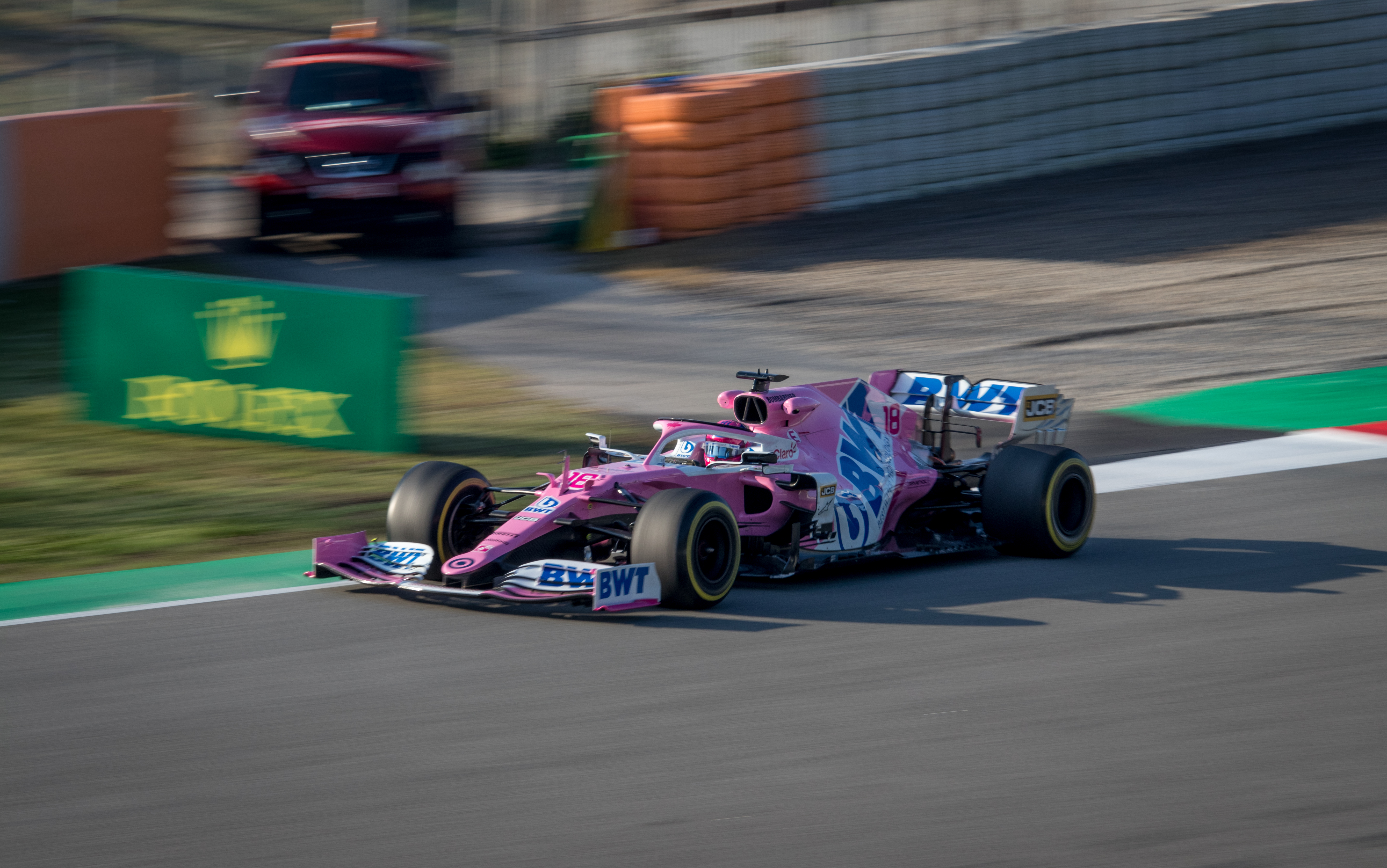
Lance Stroll à Barcelone durant les tests de pré-saison 2020.

Le 30 novembre 2018, il est officiellement titularisé par Racing Point F1 Team, dont son père Lawrence Stroll est un des propriétaires. Lors de la première course de la saison au Grand Prix d'Australie, Lance Stroll, neuvième, marque ses premiers points.
En Autriche, pour le premier Grand Prix de la saison 2020, Stroll abandonne à cause d'un problème moteur. Il termine les sept Grands Prix suivants dans les points, avec notamment une troisième place au Grand Prix d'Italie, son deuxième podium en Formule 1. 
Il abandonne lors des deux courses suivantes, d'abord au Grand Prix de Toscane sur le circuit du Mugello : alors qu'il est quatrième, il est victime d'une crevaison et sort de la piste ; puis, dès le premier tour en Russie, il est percuté par Charles Leclerc. Positif à la Covid-19, il est remplacé par Nico Hülkenberg au Grand Prix de l'Eifel. 
Le 14 novembre, sur une piste gorgée d'eau lors du Grand Prix de Turquie, il obtient sa première pole position et devient le premier Canadien en pole position depuis Jacques Villeneuve au Grand Prix d'Europe 1997. Le lendemain, il mène 32 des 58 tours de course mais, victime de graining après son second arrêt, il finit neuvième. Lors du second départ du Grand Prix de Bahreïn (dû au drapeau rouge causé par le grave accident de Romain Grosjean), accroché par Daniil Kvyat, il se retrouve sur le toit ; il s'extrait indemne de sa voiture. Lors du Grand Prix de Sakhir, troisième derrière Esteban Ocon et son coéquipier vainqueur Sergio Pérez, il complète un double podium historique pour Racing Point. Dixième du dernier Grand Prix, à Abou Dabi, il se classe onzième du championnat du monde avec 75 points, sa meilleure saison depuis ses débuts en Formule 1.

### À partir de 2021: chez Aston Martin

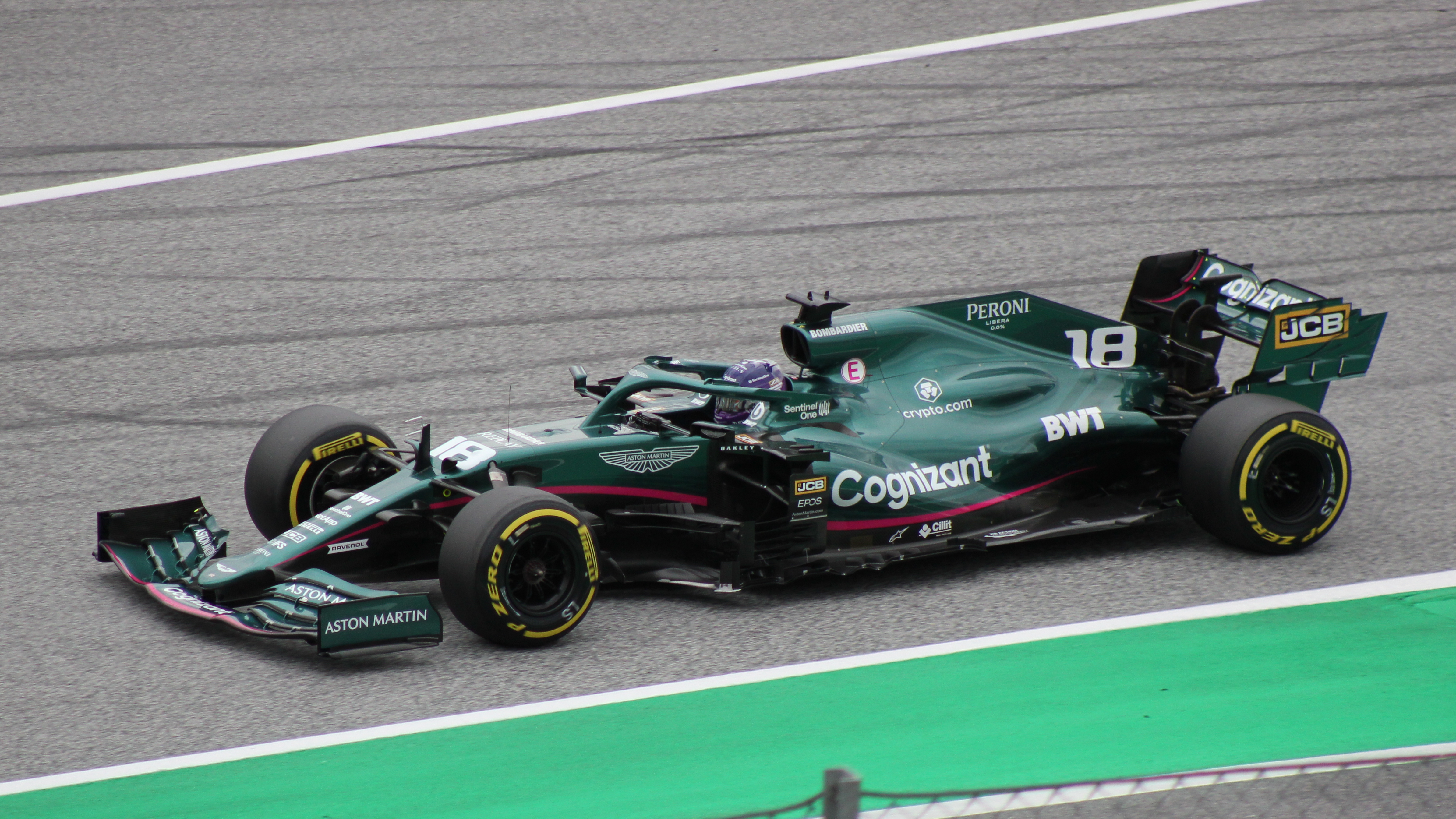
Lance Stroll lors du Grand Prix automobile d'Autriche 2021.

En 2021, Lance Stroll poursuit au sein de l'écurie de son père, rebaptisée Aston Martin F1 Team, associé au quadruple champion du monde Sebastian Vettel qui remplace Sergio Pérez,. Les deux saisons qu'il dispute avec le quadruple champion allemand se déroulent au milieu du peloton, avec deux sixièmes places obtenues au Qatar en 2021 et à Singapour en 2022 pour meilleurs résultats. En 2023, Vettel ayant sa retraite, le Canadien accueille Fernando Alonso comme nouveau coéquipier.
Le 18 février 2023, deux semaines avant le lancement de la saison à Bahreïn, Lance Stroll chute lourdement à vélo alors qu'il s'entraîne en Espagne. Il écrit sur les réseaux sociaux : « Les scans ont montré que j'avais une fracture et un déplacement au poignet droit, une fracture du poignet gauche, une fracture partielle de la main gauche et enfin une autre fracture du gros orteil du pied droit. ». Il manque les trois journées d'essais de présaison où il est remplacé par Felipe Drugovich. Des soins intensifs lui permettent de s'aligner au Grand Prix de Bahreïn. Lors des deuxièmes essais libres le vendredi, son ingénieur de piste lui indique : « Tu dois compromettre ton virage no 1 pour mieux entrer dans le no 2 », ce à quoi il répond : « Je ne peux pas à cause de mes mains! » Il prend le départ de la course en huitième position, percute sans dommages l'autre AMR23 de Fernando Alonso au quatrième virage mais ses douleurs aux poignets redoublent et il souffre durant toute la course, qu'il achève au sixième rang, alors que son coéquipier termine sur le podium. Il marque des points à treize reprises, sa meilleure performance depuis ses débuts en Formule 1.

## Résultats en formules de promotion
| Saison | Championnat                       | Écurie          | Courses | Victoires | Pole positions | Meilleurs tours | Podiums | Points inscrits | Classement |
| ------ | --------------------------------- | --------------- | ------- | --------- | -------------- | --------------- | ------- | --------------- | ---------- |
| 2014   | Championnat d'Italie de Formule 4 | Prema Powerteam | 17      | 10        | 10             | 10              | 14      | 331             | Champion   |
| 2014   | Florida Winter Series             | pas d’écurie    | 10      | 0         | 1              | 0               | 2       | -               | -          |
| 2015   | Toyota Racing Series              | M2 Competition  | 16      | 4         | 0              | 2               | 10      | 906             | Champion   |
| 2015   | Championnat d'Europe de Formule 3 | Prema Powerteam | 32      | 1         | 0              | 0               | 6       | 231             | 5e         |
| 2016   | Championnat d'Europe de Formule 3 | Prema Powerteam | 30      | 14        | 14             | 13              | 20      | 507             | Champion   |

## Résultats en endurance
| Saison | Championnat ou course | Écurie                   | Châssis      | Moteur                       | Pneus       | Tours | Classement |
| ------ | --------------------- | ------------------------ | ------------ | ---------------------------- | ----------- | ----- | ---------- |
| 2016   | 24 Heures de Daytona  | Ford-Chip Ganassi Racing | Riley MkXXVI | Ford EcoBoost 3,5 L Turbo V6 | Continental | 725   | 5e         |

## Résultats en championnat du monde de Formule 1
| Saison | Écurie                                         | Châssis            | Moteur                        | Pneus   | GP disputés | Pole positions | Victoires | Podiums | Meilleurs tours | Dans les points | Abandons | Points inscrits | Classement |
| ------ | ---------------------------------------------- | ------------------ | ----------------------------- | ------- | ----------- | -------------- | --------- | ------- | --------------- | --------------- | -------- | --------------- | ---------- |
| 2017   | Williams Martini Racing                        | Williams FW40      | Mercedes V6 turbo hybride     | Pirelli | 20          | 0              | 0         | 1       | 0               | 7               | 5        | 40              | 12e        |
| 2018   | Williams Martini Racing                        | Williams FW41      | Mercedes V6 turbo hybride     | Pirelli | 21          | 0              | 0         | 0       | 0               | 2               | 3        | 6               | 18e        |
| 2019   | SportPesa Racing Point F1 Team                 | Racing Point RP19  | BWT Mercedes V6 turbo hybride | Pirelli | 21          | 0              | 0         | 0       | 0               | 6               | 3        | 21              | 15e        |
| 2020   | BWT Racing Point F1 Team                       | Racing Point RP20  | BWT Mercedes V6 turbo hybride | Pirelli | 16          | 1              | 0         | 2       | 0               | 10              | 5        | 75              | 11e        |
| 2021   | Aston Martin Cognizant F1 Team                 | Aston Martin AMR21 | Mercedes V6 turbo hybride     | Pirelli | 22          | 0              | 0         | 0       | 0               | 9               | 3        | 34              | 13e        |
| 2022   | Aston Martin Aramco Cognizant Formula 1 Team   | Aston Martin AMR22 | Mercedes V6 turbo hybride     | Pirelli | 22          | 0              | 0         | 0       | 0               | 8               | 3        | 18              | 15e        |
| 2023   | Aston Martin Aramco Cognizant Formula One Team | Aston Martin AMR23 | Mercedes V6 turbo hybride     | Pirelli | 21          | 0              | 0         | 0       | 0               | 13              | 4        | 74              | 10e        |
| 2024   | Aston Martin Aramco Formula One Team           | Aston Martin AMR24 | Mercedes V6 turbo hybride     | Pirelli | 23          | 0              | 0         | 0       | 0               | 6               | 3        | 24              | 13e        |
| 2025   | Aston Martin Aramco Formula One Team           | Aston Martin AMR25 | Mercedes V6 turbo hybride     | Pirelli | 8           | 0              | 0         | 0       | 0               | 2               | 0        | 14              | 12e        |
| Total  | Total                                          | Total              | Total                         | Total   | 174         | 1              | 0         | 3       | 0               | 65              | 29       | 306             |            |

| Saison        | Écurie                                | Châssis            | Moteur                                      | Pneus | 1        | 2        | 3        | 4      | 5        | 6        | 7        | 8       | 9         | 10       | 11        | 12       | 13     | 14     | 15        | 16       | 17       | 18     | 19       | 20       | 21       | 22     | 23       | 24     | Classement | Points inscrits |
| ------------- | ------------------------------------- | ------------------ | ------------------------------------------- | ----- | -------- | -------- | -------- | ------ | -------- | -------- | -------- | ------- | --------- | -------- | --------- | -------- | ------ | ------ | --------- | -------- | -------- | ------ | -------- | -------- | -------- | ------ | -------- | ------ | ---------- | --------------- |
| 2017          | Williams Martini Racing               | Williams FW40      | Mercedes V6 turbo hybride M08 EQ Power+     | P     | AUS Abd. | CHN Abd. | BHR Abd. | RUS 11 | ESP 16   | MON 14*  | CAN 9    | AZE 3   | AUT 10    | GBR 16   | HON 14    | BEL 11   | ITA 7  | SIN 8  | MAL 8     | JPN Abd. | USA 11   | MEX 6  | BRE 16   | ABU 18   |          |        |          |        | 12e        | 40              |
| 2018          | Williams Martini Racing               | Williams FW41      | Mercedes V6 turbo hybride M09 EQ Power+     | P     | AUS 14   | BAH 14   | CHI 14   | AZE 8  | ESP 14   | MON 17   | CAN Abd. | FRA 17* | AUT 14    | GBR 12   | ALL Abd.  | HON 17   | BEL 13 | ITA 9  | SIN 14    | RUS 15   | JPN 17   | USA 14 | MEX 12   | BRE 18   | ABU 13   |        |          |        | 18e        | 6               |
| 2019          | Racing Point F1 Team                  | Racing Point RP19  | BWT Mercedes V6 turbo hybride M10 EQ Power+ | P     | AUS 9    | BAH 14   | CHN 12   | AZE 9  | ESP Abd. | MON 16   | CAN 9    | FRA 13  | AUT 14    | GBR 13   | ALL 4     | HON 17   | BEL 10 | ITA 12 | SIN 13    | RUS 11   | JPN 9    | MEX 12 | USA 13   | BRE Abd. | ABU Abd. |        |          |        | 15e        | 21              |
| 2020          | BWT Racing Point F1 Team              | Racing Point RP20  | BWT Mercedes V6 turbo hybride M11 EQ Power+ | P     | AUT Abd. | STY 7    | HON 4    | GBR 9  | 70e 6    | ESP 4    | BEL 9    | ITA 3   | TOS Abd.  | RUS Abd. | EIF Forf. | POR Abd. | EMI 13 | TUR 9  | BAH Abd.  | SAK 3    | ABU 10   |        |          |          |          |        |          |        | 11e        | 75              |
| 2021          | Aston Martin Cognizant F1 Team        | Aston Martin AMR21 | Mercedes V6 turbo hybride M12 E Performance | P     | BAH 10   | EMI 8    | POR 14   | ESP 11 | MON 8    | AZE Abd. | FRA 10   | STY 8   | AUT 13    | GBR 8    | HON Abd.  | BEL 20   | P-B 12 | ITA 7  | RUS 11    | TUR 9    | USA 12   | MEX 14 | BRE Abd. | QAT 6    | ARA 11   | ABU 13 |          |        | 13e        | 34              |
| 2022          | Aston Martin Aramco Cognizant F1 Team | Aston Martin AMR22 | Mercedes V6 turbo hybride M13 E Performance | P     | BAH 12   | ARA 13   | AUS 12   | EMI 10 | MIA 10   | ESP 15   | MON 14   | AZE 16* | CAN 10    | GBR 11   | AUT 13    | FRA 10   | HON 11 | BEL 11 | P-B 10    | ITA Abd. | SIN 6    | JAP 12 | USA Abd. | MEX 15   | SAO 10   | ABU 8  |          |        | 15e        | 18              |
| 2023          | Aston Martin Aramco Cognizant F1 Team | Aston Martin AMR23 | Mercedes V6 turbo hybride M14 E Performance | P     | BAH 6    | ARA Abd. | AUS 4    | AZE 7  | MIA 12   | MON Abd. | ESP 6    | CAN 9   | AUT 9     | GBR 14   | HON 10    | BEL 9    | P-B 11 | ITA 15 | SIN Forf. | JAP Abd. | QAT 11   | USA 7  | MEX 17*  | BRE 5    | LVE 5    | ABU 10 |          |        | 10e        | 74              |
| 2024          | Aston Martin Aramco Cognizant F1 Team | Aston Martin AMR24 | Mercedes V6 turbo hybride M15 E Performance | P     | BAH 10   | ARA Abd. | AUS 6    | JAP 12 | CHN 15   | MIA 17   | EMI 10   | MON 14  | CAN 7     | ESP 14   | AUT 13    | GBR 7    | HON 10 | BEL 11 | P-B 13    | ITA 19   | AZE Abd. | SIN 14 | USA 15   | MEX 11   | BRE Np.  | LVE 15 | QAT Abd. | ABU 14 | 10e        | 24              |
| 2025          | Aston Martin Aramco Cognizant F1 Team | Aston Martin AMR25 | Mercedes V6 turbo hybride M16 E Performance | P     | AUS 6    | CHI 9    | JAP 20   | BAH 17 | ARA 16   | MIA 16   | EMI 15   | MON 15  | ESP Forf. | CAN      | AUT       | GBR      | BEL    | HON    | P-B       | ITA      | AZE      | SIN    | USA      | MEX      | BRE      | LVE    | QAT      | ABU    | 12e        | 14              |
| Légende : ici |                                       |                    |                                             |       |          |          |          |        |          |          |          |         |           |          |           |          |        |        |           |          |          |        |          |          |          |        |          |        |            |                 |